# Junosť Minsk
Junosť Minsk je hokejový klub z Minsku, který hraje Běloruskou hokejovou ligu. Klub byl založen roku 1994, název znamená „mládí“. Ligové zápasy hraje v hale Čyžouka, kde se konalo mimo jiné Mistrovství světa v ledním hokeji 2014.